# Cryptochorina
Cryptochorina là một chi bướm đêm thuộc họ Geometridae.

## Các loài
- Cryptochorina amphidasyaria (Oberthür, 1880)